# Drągowina (biologia)

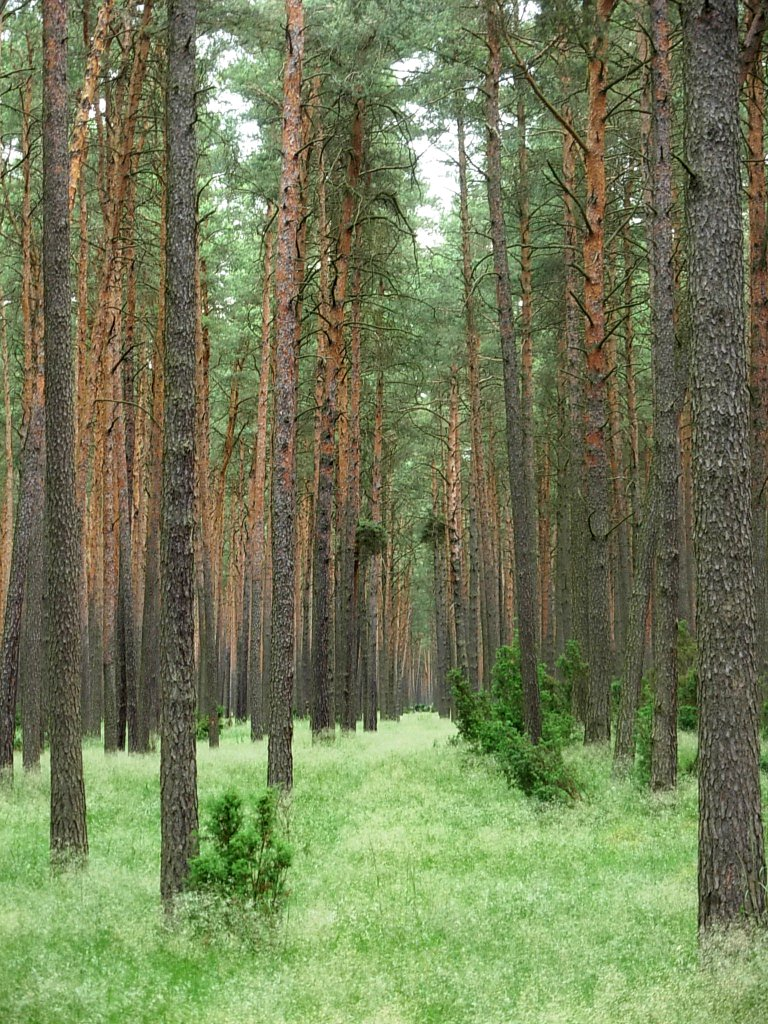
Drągowina

Drągowina – faza rozwoju drzewostanu następująca po tyczkowinie obejmująca pokolenie drzew gatunków lasotwórczych, drzewostan II klasy wieku po kulminacji przyrostu. Faza drągowiny obejmuje lata życia drzewostanu od 35 do 50 lat. W tym okresie kończy się wzmożony przyrost drzew na długości a zaczyna się przyrost na grubości (przyrost wtórny pnia).
Drzewostan fazy drągowiny nadaje się na kopalniaki i słupy teletechniczne.